# Bestuurlijke indeling van Luxemburg (land)
Het Groothertogdom Luxemburg kent verschillende administratieve indelingen.
Luxemburg bestaat uit twaalf verschillende kantons (Kantone, cantons, Kantone). De kantons bestaan op hun beurt weer uit in totaal 100 gemeenten (Gemengen, communes, Gemeinden). Tot 3 oktober 2015 waren de kantons ondergebracht in drie districten (Distrikter, districts, Distrikten). Deze districten zijn per die datum opgeheven.
| Kantons | Gemeenten | Districten                      |
| Kantons | Gemeenten | Districten (tot 3 oktober 2015) |

Capellen · Clervaux · Diekirch · Echternach · Esch-sur-Alzette · Grevenmacher · Luxemburg · Mersch · Redange · Remich · Vianden · Wiltz

 Europa · Luxemburg · Kantons · Gemeenten 